# فوتبال در ایران
فوتبال در ایران به پرهوادارترین ورزش در این کشور تبدیل شده است. به عنوان دوره‌ای درخشان، تیم ملی فوتبال مردان ایران در سال‌های ۱۹۶۸، ۱۹۷۲، ۱۹۷۴ و ۱۹۷۶ به قهرمانی در بالاترین سطح آسیا دست یافت و نخستین‌بار در سال ۱۹۷۸ به جام جهانی فوتبال راه پیدا کرد. در این دوران درخشان، باشگاه فوتبال تاج (استقلال کنونی) نیز در مسابقات باشگاهی قهرمانی آسیا ۱۹۷۰ به قهرمانی رسید. برخی از این موفقیت‌ها، با گرفتن میزبانی بالاترین رقابت‌های ورزشی آسیا توسط ایران هم‌دوره بودند و میزبانی جام ملت‌های آسیا ۱۹۶۸ و ۱۹۷۶ نمونه‌های آن هستند. با روی دادن انقلاب ۱۳۵۷، یک وقفه در پیشرفت ورزش ایران، اتفاق افتاد. در دورانی، دولت جدید، ورزشگاه‌ها را رقیب مساجد دانست. تیم‌های بزرگ ایرانی، توقیف شدند و از حضور زنان در بسیاری از فعالیت‌های مربوط، جلوگیری شد. علاوه بر این، جنگ ایران و عراق، منابع کمی را برای اختصاص دادن به ورزش ایران باقی گذاشت. با این حال، پشتیبانی عظیم مردم از ورزش، به ویژه در مورد فوتبال، ادامه‌دار بود.
پیشینهٔ فوتبال مردان در ایران به اواخر قاجار و رسمی‌اش به نخستین سال‌های دوران پهلوی می‌رسد؛ سال‌هایی که در آن نخستین باشگاه‌های ایرانی (حدود سال ۱۳۰۵) بنیان‌گذاری شدند. در سال ۱۳۲۵ فدراسیون فوتبال ایران ایجاد شد؛ اگرچه تیم ملی مردان زودتر ایجاد شده بود. هم‌اکنون لیگ برتر خلیج فارس بالاترین رده از فوتبال مردان در ایران است که ادامه‌دهندهٔ لیگ‌های پیشین این کشور است.
به شکل رسمی پیشینهٔ فوتبال زنان در ایران به دههٔ ۱۳۴۰ برمی‌گردد. باشگاه‌های تهرانی تاج، پرسپولیس، دیهیم و عقاب پیشگامان ایجاد تیم حرفه‌ای زنان در ایران هستند. لیگ برتر فوتبال زنان ایران بالاترین رده از فوتبال زنان در ایران است که از فصل ۱۳۸۶–۸۷ شروع به کار کرد.
در سال‌های پیش از انقلاب ۱۳۵۷، حضور زنان در ورزشگاه‌های ایران، آزاد بود اما در سال‌های پس از این انقلاب و در راستای سیاست‌های حکومت جمهوری اسلامی، حضور زنان، محدود و تماشای مسابقات مردان در سالن یا ورزشگاه، ممنوع شد. با این حال زنان هوادار اهل کشورهای دیگر توانسته‌اند در هنگام این محدودیت برای ایرانیان، وارد ورزشگاه‌های ایران شوند که با اعتراض ایرانیان روبرو شده است. بر اساس گزارشی در مارس ۲۰۲۱، فوتبال زنان ایران نیز هنوز زیر سایهٔ روحانیان، تندروهای جمهوری اسلامی و حتی ائمه جمعه است و سخت‌گیری‌های مذهبی و حجاب اسلامی از مهم‌ترین مشکلات زنان فوتبالیست ایرانی بوده است. به گونه‌ای که سابقه داشته است که به‌خاطر حجاب، از رقابت‌های جهانی کنار گذاشته شوند. با وجود قطع ورزش و فوتبال زنان پس از انقلاب، اما در دوران رئیس‌جمهوری محمد خاتمی به فوتبال زنان ایران اهمیت داده شد و زیرساختی برای زنان در نظر گرفته شد. تا پیش از این، پس از شروع دوبارهٔ ورزش زنان پس از انقلاب، فوتبال زنان ایرانی به دلایل انقلابی در سالن‌ها برگزار می‌شد اما از این دوره به فضای باز و و همان ورزشگاه‌های رسمی فوتبال انتقال یافت. در پی این گسترش امکانات، تیم ملی فوتبال زنان ایران در رده‌بندی سال ۱۳۸۹ در جهان جایگاه ۵۵ام را از آن خود کرد؛ جایگاهی که بالاتر از جایگاه تیم ملی فوتبال مردان ایران در آن دوران بوده است.
به‌طور تاریخی در ایران، کشتی پرهوادارترین ورزش و ورزش شمارهٔ یک بود اما از میانه‌های دههٔ ۱۳۴۰، شرایط عوض شد و فوتبال کم‌کم جای کشتی را به عنوان پرهوادارترین ورزش گرفت. پس از افتخارهای این دوران تیم ملی مردان، خوانندگانی همچون ویگن و دلکش نخستین ترانه‌های فوتبالی در پشتیبانی از تیم ملی را خواندند و حتی نشریات غیر ورزشی نیز به پوشش و پیگیری اخبار مربوط به تیم ملی پرداختند؛ همچون هفته‌نامه زن روز که در سرمقالهٔ شمارهٔ ۴ خرداد ۱۳۴۷ نوشت: «اینک کلمه انگلیسی فوتبال کلمه ملی ماست.» پس از جام جهانی ۱۹۹۸ دیگر پیروزی‌ها و راه‌یابی‌های تیم ملی به جام‌های جهانی، تبدیل به بهانه‌ای برای جشن‌های خیابانی مردم ایران شدند.

## تاریخچه

### نخستین آشنایی‌ها
برای نخستین‌بار در ایران، فوتبال در مسجدسلیمان و در سال ۱۲۷۸ آغاز شد. فوتبال توسط کارگران انگلیسی مسجدسلیمان که برای کار روی نفت ایران آمده بودند به این کشور آورده شده است. نخستین ایرانی که در یک تیم فوتبال بازی کرد، کریم زندی بود که در سال‌های ۱۲۸۷ تا ۱۲۹۷ هجری خورشیدی در بین انگلیسی‌ها و در تیم‌هایی که آن‌ها در ایران ترتیب داده بودند بازی کرد.
برای نخستین بار یک انجمن با نام انجمن ترقی و ترویج فوتبال در سال ۱۳۰۰ در تهران تشکیل شد. در راستای این فعالیت‌ها برای اولین بار مدرسهٔ آمریکایی یا دبیرستان البرز فعلی آموزش فوتبال را به صورت رسمی آغاز کرد.

### دوران پهلوی

تیم ملی فوتبال مردان ایران در بازی‌های مقدماتی جام ملت‌های آسیا ۱۹۶۰ در کوچی هند با حضور محمدرضا پهلوی شاه وقت ایران و راجندرا پراساد رئیس‌جمهور هند.

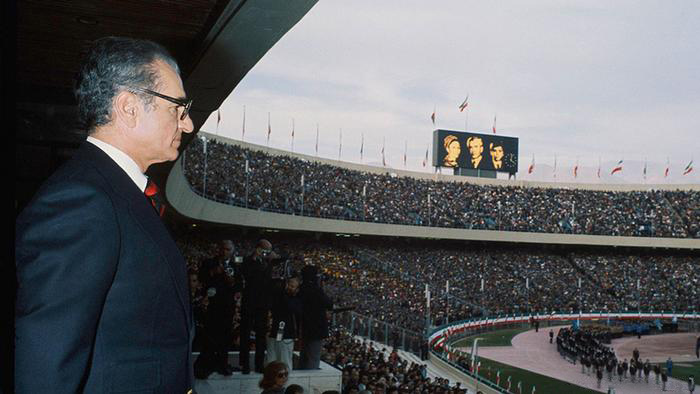
محمدرضا شاه در آیین گشایش بازی‌های آسیایی ۱۹۷۴ تهران در ورزشگاه آزادی

از اولین باشگاه‌های فوتبال ایرانی تأسیس شده در سال‌های اول قرن چهاردهم می‌توان از کلوپ ایران، طوفان، اسپرت ارامنه و کلوپ تهران نام برد. در سال ۱۳۰۶ در زمینی در بالای دروازه دولت تهران، نخستین رقابت مستقیم فوتبال ایرانی‌ها و انگلیسی‌ها برگزار شد، یعنی تقابل نفرات برتر فوتبال تهران با اعضای سفارت کبیر انگلیس برگزار گردید که با پیروزی زائدالوصف ۵ بر ۲ ایرانیان بر انگلیسی‌ها که خود مهد فوتبال بودند نه تنها موجی از شادی را در شهر موجب شد بلکه باعث شد رضاشاه ضمن صدور پیام تبریک، دستور ساخت یک استادیوم فوتبال را برای تهرانی‌ها بدهد. بدین ترتیب علی‌اصغر حکمت در سال ۱۳۰۶ مأمور ساخت استادیوم امجدیه شد. در سال ۱۳۰۸ نیز دولت یک زمین مخصوص برگزاری مسابقات فوتبال خرید و آن را چمن کرد. در سال ۱۳۰۸ همچنین نخستین بازی بین‌المللی فوتبال در ایران با تیم بادکوبهٔ شوروی در تهران برگزار گردید. ایجاد زیرساخت فوتبالی در همین سال‌ها مورد توجه قرار گرفت و سال ۱۳۱۲، سال پیشرفت زیرساخت ورزش در آموزشگاه‌ها و فوتبال در ایران دانسته می‌شود. در سال ۱۳۱۳، علی‌اصغر حکمت به دستور رضاشاه، سازمان پیشاهنگی و تربیت‌بدنی ایران را بنیان گذارد. سه سال بعد و در ۱۳۱۶، حسین صدقیانی به این سازمان پیوست و مسئولیت ادارهٔ تیم‌های فوتبال را بر عهده گرفت. در سال ۱۳۱۵ شمار تیم‌های فوتبال ایرانی به ۳۶۷ تیم در ۲۹ استان و شهرستان رسید. در آمار سال پیش، در سال ۱۳۱۴، ۱۵۲ تیم فوتبال وجود داشته است.
نخستین تیم ملی فوتبال ایران نیز در سال ۱۳۰۵ به سرپرستی میرمهدی ورزنده و برای فرستادن به بادکوبه شکل گرفت و برای انجام چندین بازی به آذربایجان شوروی رفت. بازیکنان این تیم، ستارگان فوتبال ایران در سال‌های ۱۳۰۵ تا ۱۳۱۴ بودند. پس از این، دورهٔ دوم ایجاد تیم ملی فوتبال ایران، از سال ۱۳۱۴ دانسته می‌شود. در این دوره در ۱۳۲۰ تیم ملی مردان ایران در دومین سفر خارجی تاریخ خود به افغانستان رفت. این تیم به سرپرستی حسین صدقیانی ایجاد شده بود و از بازیکنان باشگاه‌های بزرگ تهران همچون توفان، تدین، نیک‌نام و تهران بهره می‌برد. در سال ۱۳۲۵ نیز فدراسیون فوتبال ایران ایجاد شد و یک سال بعد در ژانویه ۱۹۴۸ به عضویت فیفا درآمد.
میان سال‌های ۱۳۲۷ تا مسابقات جام جهانی ۱۹۹۸، فوتبال ایران رویدادهای بسیاری را سپری کرد. رقابت‌های حرفه‌ای سراسری ایرانی در این دوران آغاز شدند و از دههٔ ۱۳۵۰ رقابت‌های بزرگ‌تری با نام جام تخت جمشید به روانی و نظم پدیدار شد. تیم ملی فوتبال مردان ایران با آغاز جام ملت‌های آسیا در این مسابقه‌ها پیروزمندانه شرکت کرد و در سال‌های ۱۳۴۵ تا ۱۳۵۵ در اوج فوتبال آسیا قرار داشته است؛ این تیم دوران طلایی‌اش را در این دهه آغاز کرد. تیم مردان ایران در مسابقات مقدماتی جام جهانی ۱۹۷۸ نیز شرکت کرد و برای نخستین بار به این رقابت‌های جهانی راه یافت.

### پس از انقلاب ۱۳۵۷

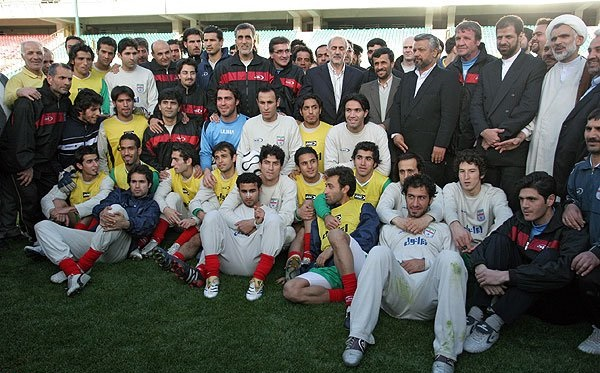
محمود احمدی‌نژاد، رئیس‌جمهور وقت ایران در تمرین تیم ملی مردان در سال ۲۰۰۶

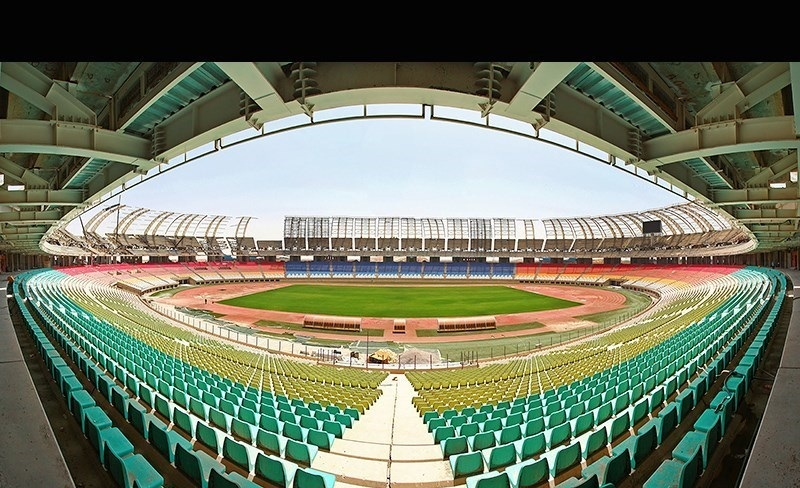
ورزشگاه نقش جهان از بزرگ‌ترین پروژه‌های زیرساخت ورزشی پس از انقلاب ۱۳۵۷ ایران است.

پس از انقلاب ۱۳۵۷ ایران، تیم ملی مردان ایران ۵ بار دیگر به جام جهانی فوتبال راه یافته است که عبارت است از: ۱۹۹۸ فرانسه، ۲۰۰۶ آلمان، ۲۰۱۴ برزیل، ۲۰۱۸ روسیه و همچنین ۲۰۲۲ قطر.
انقلاب ۱۳۵۷ در ایران باعث شد که لیگ فوتبال مردان این کشور با یک دهه وقفه مواجه شود. پس از آغاز جنگ ایران و عراق، فوتبال در ایران زیر بار ویرانگر جنگ قرار گرفت و پس از وقفه‌ای، چندین جام همچون قدس و هفده شهریور برگزار شد. پس از مشکلات فراوان، در سال ۱۳۷۰ سرانجام، یک لیگ سراسری ایرانی جدید با نام جام آزادگان شروع به برگزاری کرد و بعداً نیز لیگ برتر خلیج فارس این راه را ادامه داد.
با رخداد انقلاب اسلامی ۱۳۵۷، فوتبال برای زنان ایرانی برای حدود ۱۴ سال کاملاً ممنوع شد و اجازه نداشتند بازی کنند. حتی دیگر به زنان ایرانی اجازه داده نشد که به ورزشگاه‌های فوتبال برای تماشای مسابقات وارد شوند؛ محدودیتی که با گذشت چهل سال از این انقلاب، هنوز ادامه داشته است. اگر چه در سال ۱۳۷۱ پس از ۱۴ سال ممنوع بودن فوتبال زنان، مسابقات فوتبال سالنی زنان (فوتسال) را دانشگاه الزهرا راه‌اندازی کرد تا به گونه‌ای دوباره فوتبال زنان جان بگیرد. این پس از این رخ داد که سختگیری حکومتی روی این موضوع کاهش یافت. با ادامه یافتن اصلاحات، لیگ زنان فوتبال ایران نیز از ۱۳۸۶ آغاز شد. اما سطح بالایی نداشته و حتی بسیاری از تیم‌ها هزینه‌های سفر را ندارند و فدراسیون نتیجه‌های بازی‌ها را تعیین می‌کرده است. پس از انقلاب اسلامی، فوتبال زنان با کمبود امکانات و عدم سرمایه‌گذاری روبرو شد. حتی پوشش رسانه‌ای نیز برای فوتبال زنان در نظر گرفته نشد تا اسپانسرها کمتر جذب شوند. بازی‌ها را نیز همواره در ساعت‌های نخستین صبح و پیش از ظهر برگزار کرده‌اند که با اعتراض بازیکنان زن روبرو شده است. چیزی که باعث کاهش آمادگی فیزیکی بازیکنان و کاهش تماشاگران شده است. نبود اسپانسر و مشکل مالی، زمین‌های بد، امکانات ناکافی و مشکل حجاب اسلامی برای بازیکن، مشکلاتی هستند که در دوران جمهوری اسلامی امکان رشد کردن فوتبال زنان ایران را نابود کرده است.
تیم ملی فوتبال زنان ایران نیز پس از انقلاب اسلامی ۱۳۵۷ هرگز نتوانست در ورزشگاه آزادی، ورزشگاه ملی ایران بازی کند و این ورزشگاه تا بیش از چهل سال هم درون زمین و هم روی سکوهای تماشاگران، مردانه شده است.
انقلاب اسلامی ۱۳۵۷ در فوتبال مردان نیز مشکلاتی پدیدآورد. در بیش از چهار دهه پس از انقلاب، هیچ باشگاهی که کامل خصوصی (غیردولتی یا غیرنظامی) باشد، در لیگ برتر حضور نیافته است. همگی باشگاه‌های پس از انقلاب اسلامی یا کامل دولتی یا وابسته به بنگاه‌هایی هستند که دولت جمهوری اسلامی آنان را مدیریت می‌کرد. در این دوران که بخش بزرگی از درآمدهای باشگاه‌های فوتبال جهان را حق پخش تلویزیونی، بلیت‌فروشی، فروش پیراهن و اسپانسرینگ تأمین می‌کرد اما در عمل در ایران، این بخش‌ها هیچ نقشی در تأمین مالی تیم‌ها نداشته‌اند. مدیران غیر متخصص جمهوری اسلامی برای فوتبال نیز حتی با قراردادهای نامناسب خود، بار مالی سنگینی بر دوش فوتبال ایران گذاشته‌اند. محکومیت فدراسیون فوتبال ایران به پرداخت بیش از شش میلیون یورو به مارک ویلموتس که تنها در ۶ بازی تیم مردان ایران را همراهی کرد، نمونه‌ای از این بار سنگین است. باشگاه‌های ایرانی نیز از طریق عدم کاردانی همین مدیران، با تهدیدهایی چون بسته شدن پنجره نقل و انتقالاتی روبرو بوده‌اند. وزارت ورزش جمهوری اسلامی نیز در برهه‌ای گرفتن بازیکن و مربی خارجی را برای باشگاه‌های ایرانی ممنوع کرد تا قیمت بازیکنان ایرانی افزایش یابد و تیم‌های ایرانی بیش از پیش ضعیف شوند.
در سال ۱۳۹۴ مجید جلالی، سرمربی و کارشناس فوتبال ایرانی گفت که فوتبال ایران برنامه‌های بلندمدت و توسعه‌ای ندارد. همچنین گزارش شده است که نبود امکانات و سرانه فضاهای ورزشی باعث عقب ماندگی فوتبال در شهرستان‌های ایران شده است. فوتبال ایران پس از انقلاب ایران با توجه به افزایش جمعیت نیازمند گسترش زیرساخت بوده است اما به دلیل نبود بودجه، چنین کاری نشده است. این کمبود بودجه باعث شده بود که تیم‌های زنان برای دو سال کامل اردو و زمین نداشته باشند و طرح‌های اجرایی نیز در حد پلان باقی بمانند.
در سال ۲۰۲۵، شرایط ایران به گونه‌ای بود که برخی از بازیکنان خارجی از آمدن به این کشور خودداری می‌کردند. در نمونه‌ای، یک مدیر باشگاه استقلال تهران اعلام کرد تیم حفاظتی رونالدو، بازیکن رقیب این تیم در آسیا، النصر، خواستار انجام مسابقه در کشوری غیر از ایران شده است و او از بازی در ایران خودداری کرده است.
از آغاز دهه ۲۰۲۰ میلادی، وضعیت زیرساخت فوتبال ایران باعث تحقیر این کشور دانسته شد. گذر وضع چمن ورزشگاه‌های ایرانی از وضع غیر استاندارد به «فاجعه» و «تحقیرآمیز» از دید رسانه‌ها، در این دوره رخ داد. پیمانکار چمن ورزشگاه‌های این کشور نیز همان پیمانکار مورد تأیید قرارگاه سازندگی خاتم‌الانبیا بوده است که از دهه پیش از این دوره، اجرای چمن ورزشگاه‌های عراق را نیز بر عهده داشته است. در این سال‌ها، ورزشگاه آزادی دچار خرابی و فرسودگی زیادی شده بود و برای مدتی دو قطب فوتبال ایران، پرسپولیس و استقلال در شهر قدس بازی می‌کردند. همچنین وضعیت ورزشگاه‌های ایرانی باعث تمسخر بین‌المللی فوتبال ایران توسط خارجی‌ها شده بود و در نمونه‌ای یک بازیکن خارجی در یک لایو، چمن ورزشگاه‌های ایران را نمایش می‌داد.

## فوتبال ملی

### ملی زنان

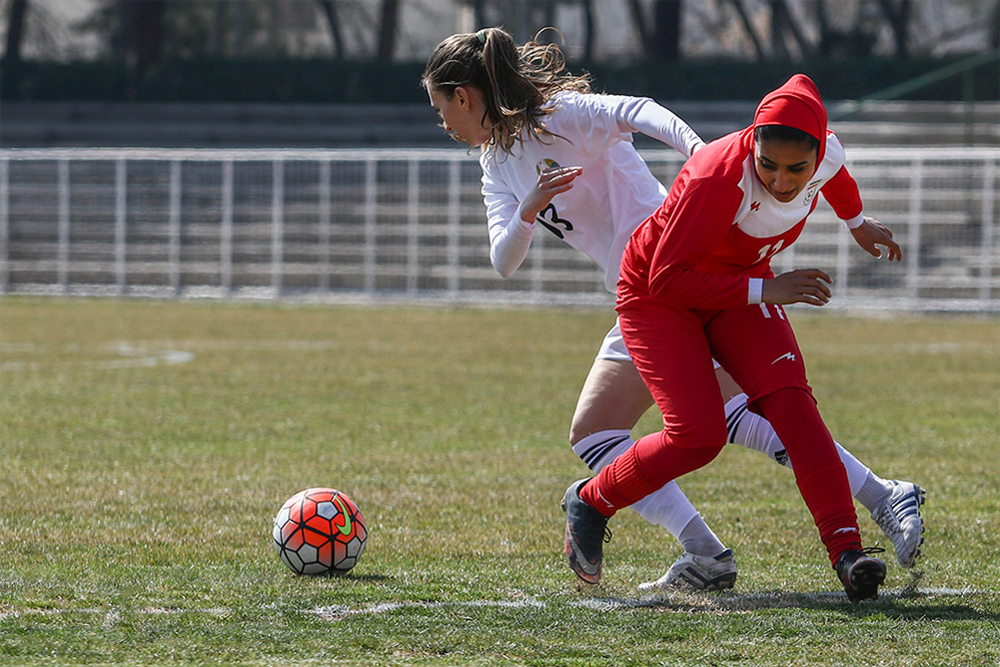
بازی دوستانهٔ تیم‌های ملی فوتبال زنان ایران و بلاروس در سال ۱۳۹۷

به شکل رسمی پیشینهٔ فوتبال زنان در ایران به دههٔ ۱۳۴۰ برمی‌گردد. در سال ۱۳۴۹ نیز زنان ایرانی به شکل رسمی دارای زمین‌هایی اختصاصی برای تمرین شدند که ویژهٔ زنان بود. با بالا رفتن شمار تیم‌های زنان و استقبال دختران ایرانی از این رشتهٔ ورزشی، فدراسیون فوتبال ایران نیز با انجام زیرساخت و قوانینی، ایجاد نخستین تیم ملی زنان فوتبال ایران را در دستور کار گذاشت و گروهی از زنان فوتبالی را برای آموزش دیدن در مربیگری به کلاس‌های آموزشی فدراسیون جهانی فوتبال، فیفا فرستاد؛ در طول این کلاس‌ها مربیان زن ایرانی توانستند مسابقات فوتبال زنان سنگاپور، کره جنوبی و هندوستان که در همان جای برگزاری کلاس‌های فیفا انجام می‌شدند را نیز بررسی کنند. با این حال ایجاد زیرساخت ملی زنان، زمان‌بری بیشتری نسبت به باشگاهی داشت.
بر اساس گزارش‌هایی وابسته به کنفدراسیون فوتبال آسیا، در تاریخ جام ملت‌های زنان آسیا و اقیانوسیه که نخستین دوره از آن در سال ۱۹۷۵ بود، تیم ملی زنان ایران هیچ تیمی نفرستاد. در دو دوره نخست این رقابت‌ها، نه تنها ایران تیمی نفرستاد، بلکه هیچ تیمی از غرب آسیا نیز شرکت نکرد و آن دو بار نیز، جام قهرمانی رقابت‌ها به تیم‌های ملی نیوزیلند و چین رسید.
در مجموع، در دوران رئیس‌جمهوری محمد خاتمی به فوتبال زنان ایران اهمیت داده شد و زیرساخت گسترده‌تری برای زنان در نظر گرفته شد. تا پیش از این، فوتبال زنان ایرانی در سالن‌ها (از جمله فوتسال) برگزار می‌شد اما از این دوره به فضای باز و و همان ورزشگاه‌های رسمی فوتبال انتقال یافت. در پی این گسترش امکانات، تیم ملی فوتبال زنان ایران در رتبه‌بندی سال ۱۳۸۹ در جهان جایگاه ۵۵ام را از آن خود کرد؛ جایگاهی که بالاتر از جایگاه تیم ملی فوتبال مردان ایران در آن دوران بوده است.
تیم ملی زنان ایران در نخستین بازی رسمی‌اش از دید فیفا در دیداری دوستانه در سال ۲۰۰۵، ۵ بر صفر سوریه را شکست داد. بهترین برد این تیم نیز پیروزی ۱۳ بر صفر در برابر سوریه در سال ۲۰۰۷ بوده است. به شکل کلی حجاب اسلامی برای بازیکنان تیم ملی مشکلاتی را پدیدآورده است و سپ بلاتر، هشتمین رئیس فیفا نیز به آن انتقاد کرد. پس از انقلاب ۱۳۵۷ ایران فوتبال زنان این کشور دستخوش تغییرات بسیاری شد. بازیکنان زن مجبور به داشتن حجاب کامل اسلامی شدند و تماشاچیان مرد از حضور در ورزشگاه زنان منع شدند. در سال ۲۰۰۵ و در بازی‌های قهرمانی غرب آسیا، تیم ملی فوتبال زنان ایران برای اولین بار بعد از انقلاب در مسابقات شرکت کرده و به مقام دوم رسید. پوشش اسلامی سر زنان تیم ایران در هنگام شرکت در المپیک ۲۰۱۲ به یک مشکل بزرگ‌تر تبدیل شد. در دور مقدماتی این رقابت‌ها، مقام‌هایی از فیفا پوشیدن اونیفورم با کلاه ویژه برای زنان ایرانی را ممنوع کردند اما تیم ایران در بازی در اردن این منع را محترم نشمارد و در خرداد ۱۳۹۰ از ادامه مسابقات محروم گردید.

### ملی مردان

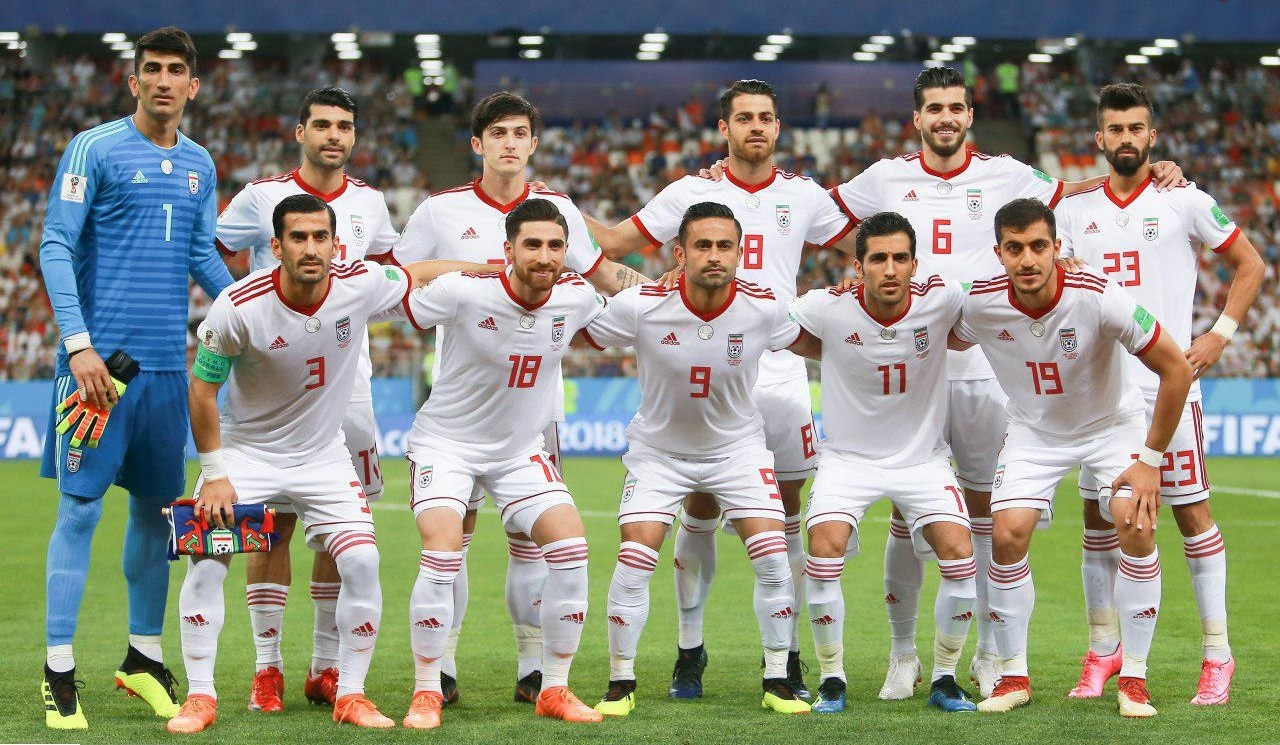
تیم ملی ایران در جام جهانی فوتبال ۲۰۱۸

مرکز ملی فوتبال ایران، میزبان تمرین تیم ملی فوتبال مردان ایران و دیگر رده‌های تیم ملی فوتبال ایران است. ورزشگاه امجدیه نخستین ورزشگاه خانگی این تیم بود و از سال ۱۳۵۳ و گشایش ورزشگاه آزادی برای میزبانی بازی‌های آسیایی ۱۹۷۴، تیم ملی در این ورزشگاه از حریفان خود میزبانی می‌کند. نخستین بازی رسمی تیم ملی نیز در ۳ شهریور ۱۳۲۰ در کابل و برابر افغانستان انجام شد که با تساوی به پایان رسید.
به عنوان دوره‌ای درخشان، تیم ملی فوتبال مردان ایران در سال‌های ۱۹۶۸، ۱۹۷۲، ۱۹۷۴ و ۱۹۷۶ به قهرمانی در بالاترین سطح آسیا دست یافت و نخستین‌بار در سال ۱۹۷۸ به جام جهانی فوتبال راه پیدا کرد. تیم ملی مردان ایران از سال ۱۹۷۴ در رقابت‌های مقدماتی جام جهانی فوتبال شرکت کرد و در دوره‌های ۱۹۷۸، ۱۹۹۸، ۲۰۰۶، ۲۰۱۴، ۲۰۱۸ و ۲۰۲۲ موفق به حضور در مرحلهٔ نهایی این بازی‌ها شده است. این تیم تا سال ۱۹۸۸ در مسابقات مقدماتی المپیک شرکت کرد و در المپیک‌های ۱۹۶۴ توکیو، ۱۹۷۲ مونیخ و ۱۹۷۶ مونترال موفق به راه‌یابی به مرحلهٔ نهایی شد. از المپیک ۱۹۹۲ بارسلون، تیم امید ایران در این بازی‌ها شرکت کرد.
تیم ملی فوتبال ایران یکی از قدرتمندترین تیم‌های آسیایی به‌شمار می‌رود و تا کنون سه بار قهرمان جام ملت‌های آسیا در سال‌های ۱۹۶۸، ۱۹۷۲ و ۱۹۷۶ شده است. تیم ملی تا سال ۱۹۹۸ به عنوان نمایندهٔ ایران در بازی‌های آسیایی شرکت کرد و سه بار در دوره‌های ۱۹۷۴ تهران، ۱۹۹۰ پکن و ۱۹۹۸ بانکوک موفق به گرفتن مدال طلا شد. از سال ۲۰۰۲، تیم امید ایران به نمایندگی از ایران در این بازی‌ها شرکت می‌کند. ایران از سال ۲۰۰۰ و با تشکیل فدراسیون فوتبال غرب آسیا به این فدراسیون پیوست و در بازی‌های قهرمانی فوتبال غرب آسیا شرکت کرد. ایران توانست چهار بار و در سال‌های ۲۰۰۰، ۲۰۰۴، ۲۰۰۷ و ۲۰۰۸ قهرمان این بازی‌ها شود. ایران از سال ۲۰۱۴ به عنوان یکی از دو عضو بنیان‌گذار، فدراسیون فوتبال آسیای مرکزی را بنیان نهاد و با ترک کردن فدراسیون فوتبال غرب آسیا به این فدراسیون نوین پیوست.
تیم ملی ایران از سال ۱۹۴۱ تا کنون در ۳۵ تورنمنت غیررسمی و دوستانهٔ فوتبال شرکت کرده که میزبانی پانزده‌تای آن‌ها را بر عهده داشته است. در کل، ایران در هشت تورنمنت دوستانهٔ فوتبال موفق به قهرمانی شده که نخستین آن‌ها جام عمران منطقه‌ای ۱۹۶۵ و واپسین آن‌ها نیز جام ال جی ۲۰۰۲ بوده است.

## سیستم باشگاهی

### باشگاهی زنان

تیم فوتبال دختران تاج در سال ۱۳۴۹، پیش از برد ۶ بر ۰ برابر دیهیم

به شکل رسمی پیشینهٔ فوتبال زنان در ایران به دههٔ ۱۳۴۰ برمی‌گردد. در سال ۱۳۴۹ نیز زنان ایرانی به شکل رسمی دارای زمین‌هایی اختصاصی برای تمرین شدند که ویژهٔ زنان بود. باشگاه تاج (استقلال کنونی) پیشگام باشگاه‌های ایرانی در ایجاد تیم دختران بود و کمی بعد نیز تیم‌های پرسپولیس، دیهیم و عقاب تهران، تیم‌های رسمی زنان تشکیل دادند. مسابقات فوتبال باشگاهی هم‌طراز با مردان برای زنان ایرانی در نظر گرفته شد و کیفیت فنی تیم تاج چنان بالا بود که در سال ۱۳۴۹ در افتتاحیه بازی‌های لیگ فوتبال باشگاه‌های تهران، در برابر دیهیم توانست شش گل بزند. تهران که پایتخت ایران نیز بوده است، به عنوان زادگاه فوتبال زنان در ایران شناخته می‌شود و چهار باشگاهش در همان نخستین دوره، تیم رسمی ایجاد کردند. باشگاه پرسپولیس مربیان اصلی خود را نیز به فوتبال زنان فرستاد؛ آلن راجرز نخستین سرمربی تاریخ تیم فوتبال زنان پرسپولیس بود که علی پروین نیز به او در مربیگری‌اش یاری می‌رساند.

تیم فوتبال دختران پرسپولیس در سال ۱۳۵۱.

نهادهای ایرانی انجمن دوشیزگان و بانوان و مجله بانوان، تیم منتخبی را از فوتبال زنان ایتالیا دعوت کرد تا در ۱۷ اردیبهشت ۱۳۵۰ در یک بازی دوستانه در برابر تیم فوتبال زنان تاج تهران، قرار بگیرند. این مسابقه نخستین بازی جهانی فوتبال زنان ایران بوده است و تیم زنان تاج دو بر صفر، بازی را باخت.
رسانهٔ ایرانی زن روز پیش از انقلاب ۱۳۵۷ همواره گزارش‌هایی از زنان فوتبالیست ایران می‌نوشت. در آن دوران بخش‌های وابسته به ورزش و فوتبال زنان ایرانی در قالب بولتن، با روزنامه‌ها پخش می‌شدند و بیشتر یک نسخهٔ آنان نیز برای باشگاه‌های فعال زنان فرستاده می‌شد. دنیای ورزش و کیهان ورزشی (از مهم‌ترین رسانه‌های ورزشی آن دوره) نیز در دوران پیش از انقلاب ۵۷ مسابقات را پوشش می‌دادند. پس از انقلاب ۱۳۵۷، ورزش و فوتبال زنان برای دورانی قطع گردید و با آغاز انقلاب فرهنگی در دانشگاه‌ها و دیگر نهادهای ایرانی، باشگاه‌های فعال فوتبال زنان نیز همگی منحل شدند. پس از گذر بیش از یک دهه، در اواخر سال ۱۳۷۱ (۱۹۹۳) فوتبال زنان در ایران با رقابت سالنی (فوتسال) که برای نخستین‌بار در دانشگاه الزهرا (فرح پیشین) برگزار گردید، به گونه‌ای دوباره بازگشت اما در این دوران، زنان ایرانی تنها اجازه داشتند در فوتسال و درون سالن‌ها بازی کنند. انجام بازی فوتبال نیز همچون رفتن به ورزشگاه‌ها، تا اواخر دههٔ ۱۳۷۰ برای زنان ایران ممنوع بود. اما از این دهه، تغییرات مثبت برای حذف ممنوعیت‌های فوتبال و ورزش زنان کم‌کم انجام شدند. با این حال، در این دوره نیز وعده داده نشد که زنان فوتبال چمنی بازی کنند و در حد همان سالن بود. در نخستین سال‌های دههٔ ۱۳۸۰ در پیشرفتی غیرمنتظره، امکان بازی کردن در زمین چمن برای دختران ایرانی به وجود آمد و چند تیم نیز برای مسابقه به ایران آورده شدند و زنان ایرانی نخستین‌بار پس از انقلاب ۱۳۵۷ توانستند با تیم‌های خارجی دیدار کنند. فائزه هاشمی در ورزش زنان ایران و پس از او محسن صفایی فراهانی به عنوان رئیس فدراسیون فوتبال ایران، نخستین زیرساخت‌های پس از انقلاب فوتبال زنان را پایه گذاشتند تا فوتبال دختران از درون سالن و از روی کفپوش‌ها، به فضای باز و ورزشگاه‌های واقعی فوتبال وارد شود. پیشرفت‌ها ادامه یافت و نخستین دوره لیگ برتر فوتبال زنان ایران در سال ۱۳۸۶ تا ۱۳۸۷ برگزار گردید. با این وجود صدا و سیمای جمهوری اسلامی هیچگاه بازی‌ها را پخش نکرد و حتی تصاویر گل‌ها را نیز نشان نداد. حتی هنگام خبرهای ضروری از تیم‌های زنان نیز تنها یک عکس از تیم ملی زنان پخش می‌شد.

#### سیستم لیگ

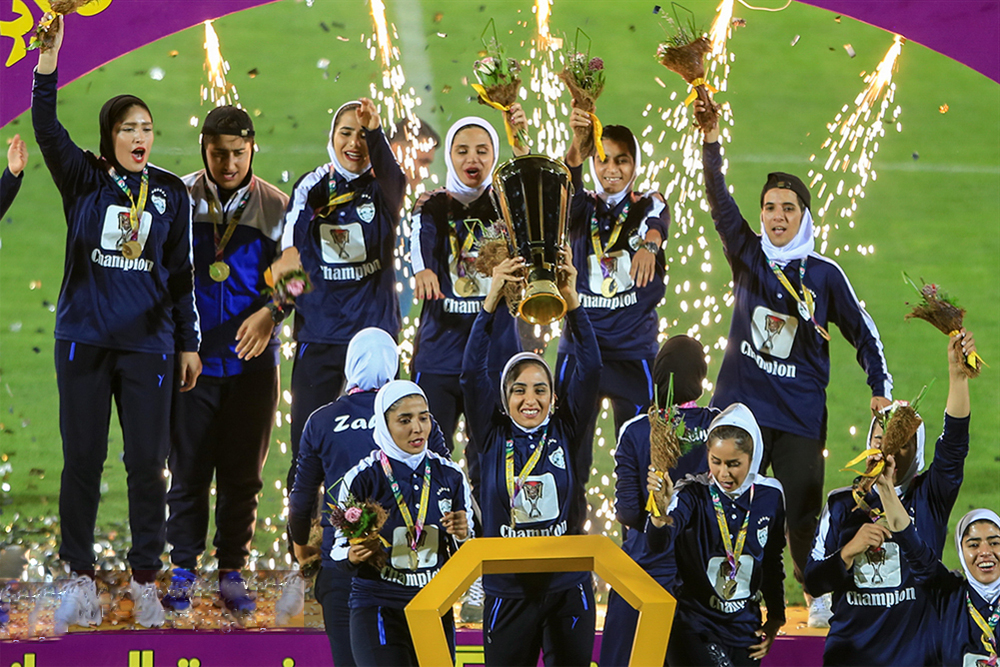
جشن قهرمانی تیم شهرداری بم در لیگ برتر فوتبال زنان در سال ۱۳۹۸

لیگ برتر فوتبال زنان ایران سطح نخست لیگ فوتبال زنان در ایران است که از فصل ۱۳۸۶–۸۷ شروع به کار کرد؛ تا به امروز پرافتخارترین تیم قهرمان لیگ برتر زنان ایران، باشگاه فوتبال زنان شهرداری بم با ۷ قهرمانی در لیگ است. این رقابت‌ها نخست با حضور ۶ تیم آغاز شد و اکنون در این مسابقات ۱۲ تیم برتر زنان ایران شرکت می‌کنند.

#### سیستم جام‌ها

##### جام حذفی
جام حذفی فوتبال زنان ایران نام مسابقات حذفی فوتبال زنان در ایران است که هماهنگ با لیگ زنان برگزار می‌شود.

### باشگاهی مردان
در باشگاهی مردان ایران، استقلال و پرسپولیس دو باشگاه شهر تهران، قطب‌های اصلی فوتبال ایران شمارده می‌شوند. سال هاست که این دو باشگاه، قدرت‌های ممتاز فوتبال ایران بوده‌اند و مردم در شهرهای دیگر ایران نیز از هواداران این دو تیم هستند. از زمان آغاز لیگ برتر و با قهرمانی تیم‌هایی چون سپاهان اصفهان، سایپا تهران، فولاد خوزستان، پاس تهران و استقلال خوزستان در لیگ برتر، این رویکرد تا اندازه‌ای تغییر کرد.

#### سیستم لیگ

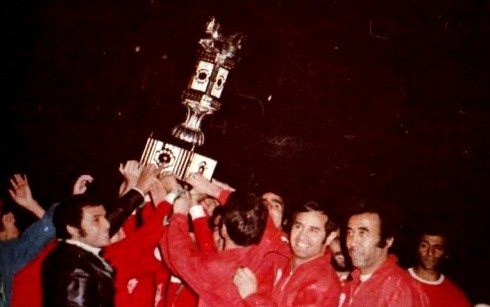
نخستین قهرمانی پرسپولیس در جام تخت جمشید (۱۹۷۳)

جام قهرمانی فوتبال ایران از سال ۱۳۳۶، رقابت کشوری و سراسری فوتبال ایران بود که در گروه مسابقات قهرمانی ایران برگزار می‌شد. این مسابقات رسمی بوده و زیر نظر فدراسیون فوتبال ایران برگزار می‌گردید. بعدتر نیز لیگ ایران در سال ۱۳۴۹ با نام جام منطقه‌ای آغاز شد. از آن زمان تاکنون نیز با وجود تغییرات گسترده در برگزاری و نام رقابت‌ها، این مسابقات تا به امروز برگزار شده است. طی ۴۲ دوره برگزاری لیگ، تیم‌های پرسپولیس (۱۶ بار)، استقلال (۹ بار)، سپاهان (۵ بار)، پاس (۵ بار)، سایپا (۳بار) و فولاد خوزستان (۲ بار)، استقلال خوزستان (۱ بار) و تراکتور (۱) به مقام قهرمانی رسیدند. باشگاه پرسپولیس با پنج قهرمانی متوالی رکورددار بیشترین قهرمانی‌های متوالی در تاریخ لیگ فوتبال ایران است.
تیم‌های باشگاهی مردان فوتبال ایران برای راهیابی به لیگ برتر فوتبال ایران، باید نخست در لیگ دسته دو و لیگ آزادگان (دسته یک) بازی کنند. تیم‌های برتر لیگ آزادگان، که اکنون در دو گروه جداگانه برگزار می‌شود، به لیگ برتر راه خواهند یافت. لیگ برتر با روش برگزاری کنونی از سال ۱۳۷۹ آغاز گردید اما فوتبال باشگاهی ایران پیش از آن نیز تاریخچه‌ای طولانی دارد. پیش از دههٔ ۱۳۵۰ باشگاه‌های ایرانی در رقابت‌هایی که در سطح شهرهای این کشور برگزار می‌شد، حضور داشتند. در تهران نیز مسابقات باشگاهی وجود داشت و در آن تیم‌هایی چون پرسپولیس، تاج، پاس، شاهین و دارایی به قهرمانی دست یافتند. پس از این دوره، در سال ۱۳۵۲ (۱۹۷۳) نخستین رقابت سراسری فوتبال ایران با نام جام تخت جمشید برگزار شد. در این رقابت‌های حرفه‌ای، تیم‌های سراسر ایران حضور داشتند. با این وجود، تیم‌های تهران توانستند بیشترین قهرمانی در این رقابت‌ها را از آن خود کنند.
انقلاب ۱۳۵۷ در ایران باعث شد لیگ فوتبال این کشور با یک دهه وقفه مواجه شود. پس از آغاز جنگ ایران و عراق، فوتبال در ایران زیر بار ویرانگر جنگ قرار گرفت و پس از وقفه‌ای، چندین جام همچون قدس و هفده شهریور برگزار شد. پس از مشکلات فراوان، در سال ۱۳۷۰ سرانجام، یک لیگ سراسری ایرانی جدید با نام جام آزادگان شروع به برگزاری کرد. در سال ۱۳۷۹ نیز لیگ برتر فوتبال ایران با ساختاری که تاکنون ادامه یافته است، راه‌اندازی شد؛ لیگی که لیگ حرفه‌ای نیز نامیده می‌شد. لیگ برتر فوتبال ایران در ششمین دوره از رقابت‌ها با اعلام فدراسیون فوتبال ایران، به لیگ برتر خلیج فارس تغییر نام داد.

#### سیستم جام‌ها

##### جام حذفی

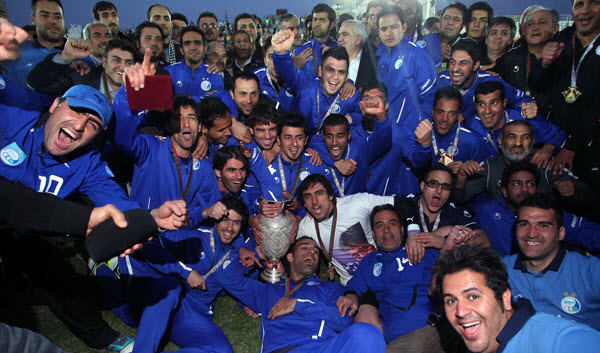
استقلال تهران قهرمان فصل ۹۱–۱۳۹۰

مسابقات جام حذفی ایران برای نخستین بار در سال ۱۳۵۵ آغاز شد و قهرمان نخستین دوره از آن که در سال ۱۳۵۶ مشخص شد، تیم ملوان بندرانزلی بود و در برابر تراکتور در بازی پایانی به برتری ۴ بر ۱ دست یافت.
در بیشتر سال‌های دهه شصت خورشیدی که لیگ سراسری برای باشگاه‌های فوتبال ایران وجود نداشت، جام حذفی تنها مسابقات سراسری و ملی ایران به‌شمار می‌رفت و قهرمان آن می‌توانست در جام باشگاه‌های آسیا که بعدها با تغییر ساختار و با نام لیگ قهرمانان آسیا برگزار شد راه پیدا کند. با این حال پس از آغاز مسابقات لیگ سراسری ایران و هم‌زمان آغاز مسابقات جام برندگان جام آسیا، نحوه مشخص شدن نمایندگان ایران در مسابقات آسیایی دگرگون شد. بدین ترتیب که قهرمان لیگ به مسابقات جام باشگاه‌های آسیا راه می‌یافت و قهرمان جام حذفی راهی مسابقات جام برندگان جام آسیا می‌شد. کنفدراسیون فوتبال آسیا در در فصل ۰۳–۲۰۰۲ تصمیم به انحلال مسابقات جام برندگان جام آسیا و تغییر ساختار جام باشگاه‌های آسیا گرفت که در پی آن مسابقات لیگ قهرمانان آسیا راه اندازی شد. از آن پس همواره یکی از نمایندگان فوتبال ایران در مسابقات لیگ قهرمانان آسیا، قهرمان جام حذفی ایران بوده است که اهمیتی دوچندان را به این مسابقات داده است. استقلال تهران با ۱۵ بار حضور در فینال و هشت بار قهرمانی در این جام، پرافتخارترین تیم فوتبال ایران در این مسابقات محسوب می‌شود. همچنین باشگاه پرسپولیس با ۹ بار حضور در فینال و هفت بار قهرمانی در این جام، دومین تیم پر افتخار فوتبال ایران در این مسابقات می‌باشد. باشگاه‌های سپاهان با پنج قهرمانی و ذوب آهن اصفهان با چهار قهرمانی در این جام، دیگر تیم‌های پر افتخار می‌باشند.

##### سوپرجام
سوپر جام فوتبال ایران یک مسابقهٔ پیش‌فصل است که هر سال میان قهرمان لیگ برتر خلیج فارس و قهرمان جام حذفی فوتبال ایران در ایران برگزار می‌شود. موفق‌ترین باشگاه این جام، پرسپولیس با پنج قهرمانی است.

#### در مسابقات بین‌المللی

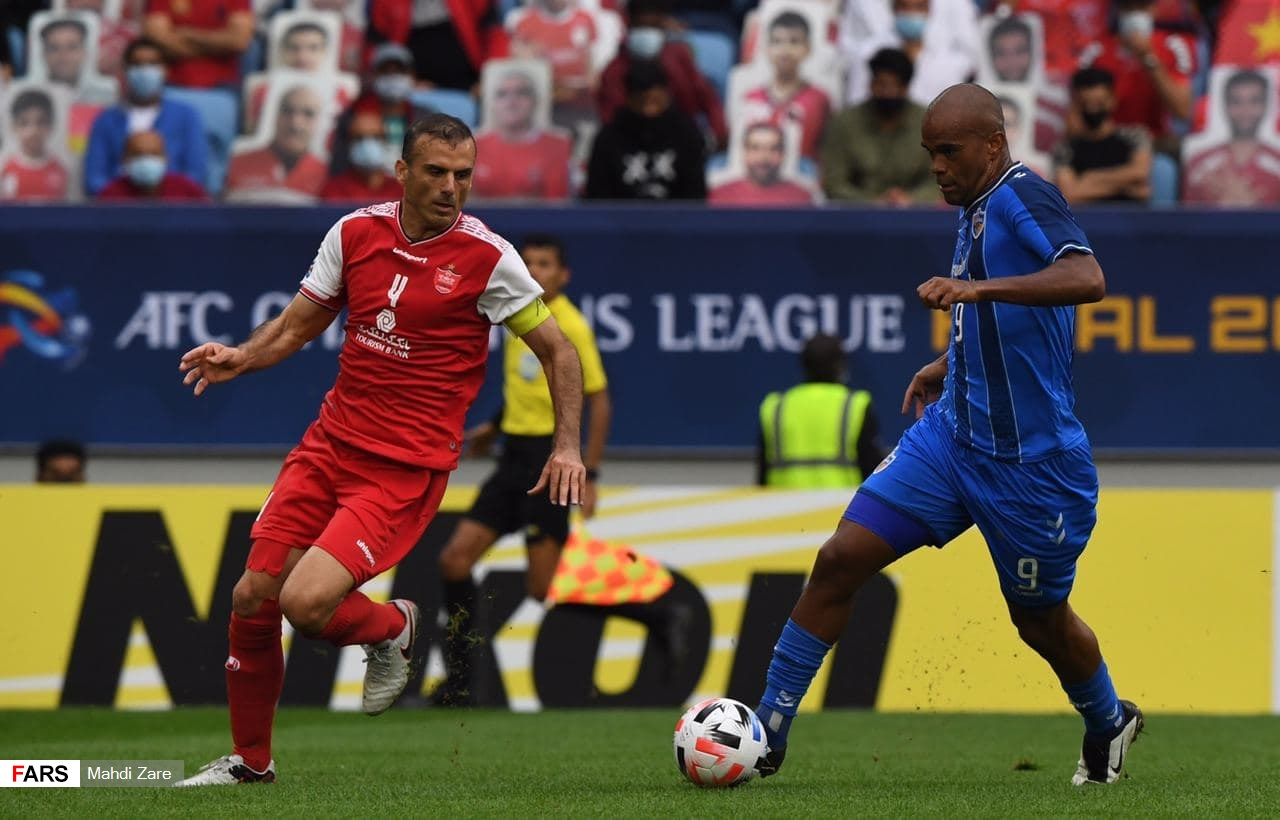
نمایی از فینال لیگ قهرمانان آسیا ۲۰۲۰؛ جایی که پس از دهه‌ها، یک تیم ایرانی توانست بارها در مرحله‌های نهایی رقابت‌های آسیایی قرار گیرد.

باشگاه‌های ایرانی تاکنون ۳ بار در جام باشگاه‌های آسیا به قهرمانی رسیده‌اند. استقلال تهران دو بار در سال‌های ۱۹۷۰ و ۱۹۹۱–۱۹۹۰، و پاس تهران یک بار در سال ۹۳–۱۹۹۲ به قهرمانی در این بازی‌ها دست یافته‌اند. همچنین باشگاه استقلال تهران در سال‌های ۱۹۹۱ و ۹۹–۱۹۹۸ به مقام نایب قهرمانی جام باشگاه‌های آسیا رسید. پرسپولیس هم یک‌بار در سال ۹۱–۱۹۹۰ در جام برندگان جام آسیا به قهرمانی رسیده است. همچنین باشگاه پرسپولیس در سال ۹۳–۱۹۹۲ به مقام نایب قهرمانی جام برندگان جام آسیا رسید. ذوب آهن اصفهان نیز در سال ۲۰۱۰ نیز به مقام نایب قهرمانی لیگ قهرمانان آسیا دست یافت. سپاهان اصفهان با نایب قهرمانی در لیگ قهرمانان آسیا ۲۰۰۷ (سال ۱۳۸۶)، به عنوان نخستین و تنها تیم ایرانی به مسابقات جام باشگاه‌های جهان ۲۰۰۷ راه پیدا کرد. همچنین تیم فوتبال پرسپولیس در لیگ قهرمانان آسیا ۲۰۱۸ و ۲۰۲۰ به مقام نایب قهرمانی دست یافت و در این دوره بارها در نیمه‌نهایی حاضر شده بود.

## زنان در فوتبال ایران

### مشکلات اسلامی

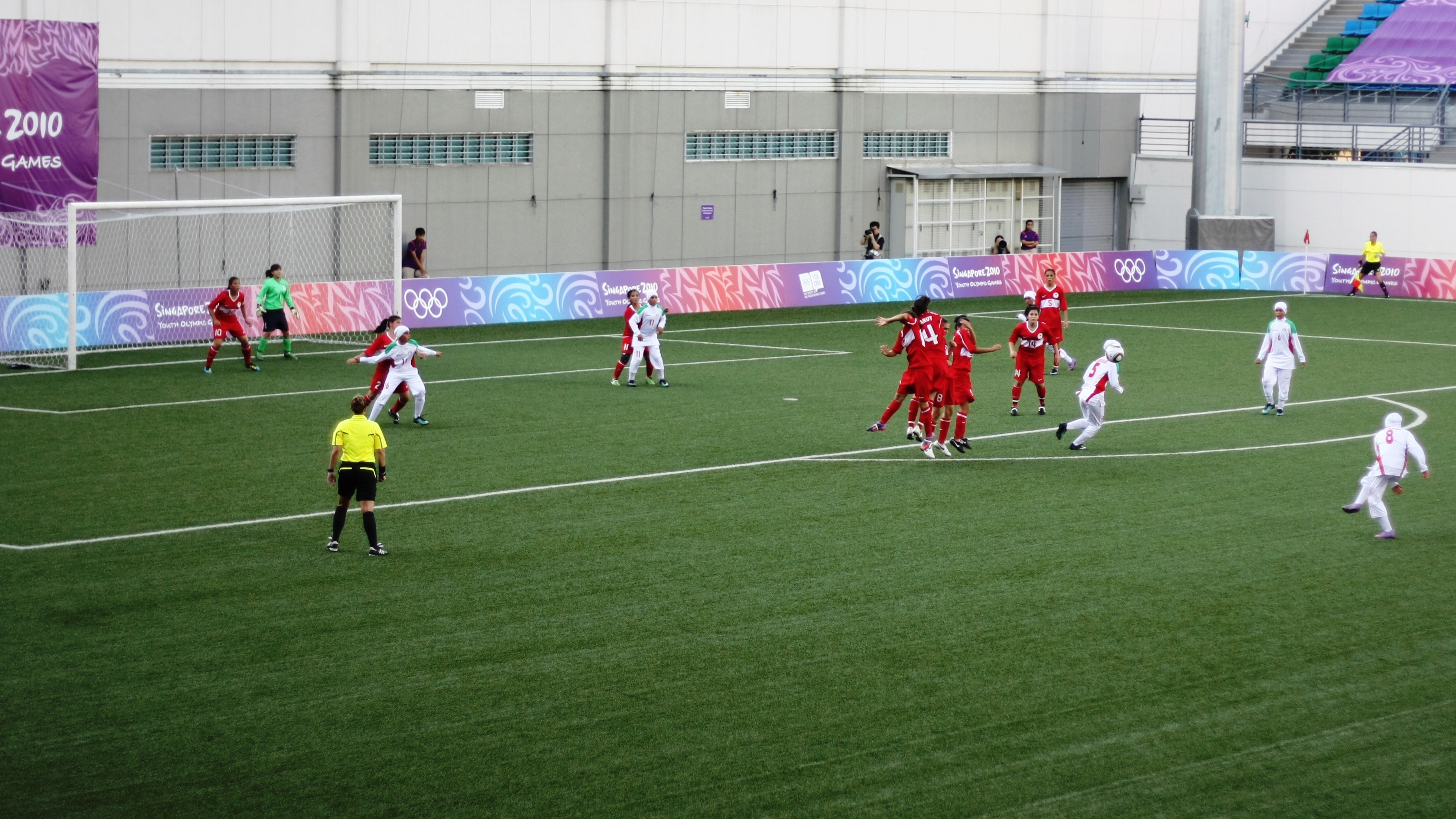
بازی ایران و ترکیه، المپیک جوانان سنگاپور، ۱۳۸۹

پس از مشکلات پوشش اسلامی سر زنان تیم ایران برای المپیک ۲۰۱۲ لندن و اینکه در دور مقدماتی این رقابت‌ها، مقام‌هایی از فیفا پوشیدن اونیفورم با کلاه ویژه برای زنان ایرانی را ممنوع کردند، رسانه‌های بین‌المللی به حذف ایران از رقابت‌ها بخاطر حفظ حجاب پرداختند. تصاویری پخش شدند بازیکنان ایران را در حال گریه نشان می‌داد و انتقادهای فراوانی از سوی ایران به فیفا شد. چرا که فیفا اجازه داد با همین پوشش، زنان در دور نخست بازی کنند. با این حال، در عمل پیش از این نیز در سال ۲۰۰۷، فیفا پوشش اسلامی تیم زنان ایران را ممنوع کرده بود. قانون فیفا می‌گفت که هرگونه تبلیغ ایدئولوژی، دین و فکری با هر پوششی ممنوع است. در یکی از ایرادها فیفا اعلام کرد که بخشی از حجاب اسلامی به سلامتی بازیکنان آسیب می‌زند که از سوی ایران رد شد. گاردین نوشت که این بار زنان مسلمان تنها توسط ایمانشان مورد ظلم واقع نشدند و به چنین محرومیتی برای تیم ایران، اعتراض کرد.
گزارش‌هایی از محرومیت از ورزش ملی در ایران به‌خاطر نداشتن حجاب نیز منتشر شده است. در یکی از این گزارش‌ها، در سال ۲۰۱۷ خط خوردن شیوا امینی از تیم ملی فوتسال زنان ایران به‌خاطر حضور بدون حجابش در یک بازی فوتبال، توجه محافل ورزشی را به خود گرفت اما فدراسیون فوتبال ایران چنین چیزی را رد کرد. اما خود این بازیکن اعلام کرد که مسئولان رسمی فدراسیون به او گفتند که «ورزشکاران زن ملی پوش ایران همیشه موظف‌اند که مطیع منشور پوشش اسلامی در عرصه عمومی باشند». به صورت کلی با روی آوردن بیشتر زنان جوان ایرانی به رشته‌های ورزشی و حضورهای جهانی‌شان، روند برخورد با این ورزشکاران که حجاب اسلامی دلخواه مراجع مذهبی ایران را رعایت نمی‌کنند، شدت گرفت. گزارشی در ۲۰۱۱ نوشت که سختگیری‌های مذهبی و حکومتی، بزرگ‌ترین مانع‌های پیش روی فعالیت آزادانهٔ زنان ورزشکار در ایران هستند.
بر اساس گزارشی در مارس ۲۰۲۱، فوتبال زنان ایران هنوز زیر سایهٔ روحانیان، تندروهای جمهوری اسلامی و حتی ائمه جمعه است. همچنین بر اساس فرمانی از وزارت کشور، بازی‌های لیگ زنان ایران باید در ساعت‌های نخستین صبح، پیش از ظهر برگزار شوند. این گزارش نوشت که خمینی، رهبر جمهوری اسلامی هرچند که با ورزش زنان رسماً مخالف نبود اما با شعارهای تبلیغاتی‌اش و محدودیت‌های پس از انقلاب، وضعیت را به‌طور فزاینده‌ای برای زنان مشکل‌ساز کرد.

### ممنوعیت ورود زنان به ورزشگاه‌ها

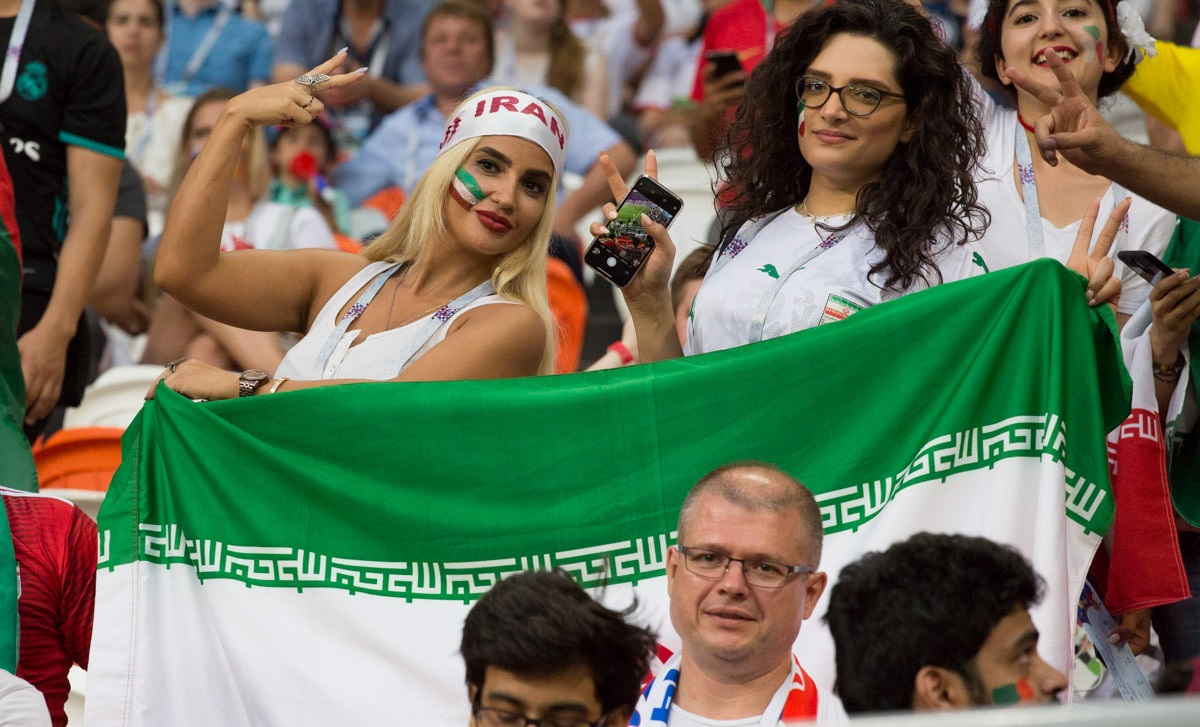
هواداران زن تیم ملی مردان ایران. پس از انقلاب ۱۳۵۷ زنان ایرانی تنها در بازی‌های خارج از کشور توانستند وارد ورزشگاه شوند؛ تا سال ۱۳۹۸ که با اقدام فیفا جایگاهی برای زنان هوادار در ورزشگاه آزادی تعیین شد.

در سال‌های پیش از انقلاب ۱۳۵۷، حضور زنان در ورزشگاه‌های ایران، آزاد بود و زنان ایرانی می‌توانستند بازی‌های تیم ملی مردان را نیز آزادانه تماشا کنند اما در سال‌های پس از این انقلاب و در راستای سیاست‌های حکومت جمهوری اسلامی، حضور زنان، محدود و تماشای مسابقات مردان در سالن یا ورزشگاه، ممنوع شد. با وجود این ممنوعیت‌ها، زنان ایرانی همواره تلاش کرده‌اند که وارد ورزشگاه آزادی بشوند تا بازی تیم ملی را از نزدیک ببینند؛ اما نیروی انتظامی جمهوری اسلامی، این زنان را دستگیر کرده و مانع ورودشان به ورزشگاه شده است.
محمود احمدی‌نژاد، رئیس‌جمهور محافظه‌کار ایران، در تیر ۱۳۸۴، وعده داد که ورود زنان به ورزشگاه‌های ایران را آزاد کند؛ اما با مخالفت صریح روحانیت ایران، در طرح خود، شکست خورد. در همین دوره و در حاشیهٔ بازی ایران و بحرین در مرحلهٔ مقدماتی جام جهانی ۲۰۰۶ که منجر به راه‌یابی تیم ملی به جام جهانی شد، شمار کمی از زنان ایرانی (حدود ۷۰ تن) پس از تلاش‌های فراوان و تنها در نیمهٔ دوم، اجازه یافتند در ورزشگاه حاضر شوند؛ این، نخستین حضور زنان تماشاگر ایرانی پس از سال ۱۳۵۷، در ورزشگاه آزادی بود. در شهریور ۱۳۹۸، فیفا ضرب‌الاجلی برای حضور هواداران زن ایرانی در ورزشگاه‌ها داد. در پی این اقدام فیفا، زنان ایرانی در بازی ایران و لائوس در مرحلهٔ مقدماتی جام جهانی ۲۰۲۲، وارد ورزشگاه آزادی شدند. برای زنان جایگاه ویژه‌ای تعیین شده‌بود و تلویزیون دولتی ایران در هنگام پخش زنده، به حضور زنان در ورزشگاه، اشاره‌ای نکرد.
با وجود محدودیت‌ها برای زنان ایرانی، هواداران زن رقبای تیم ملی، همانند کره‌جنوبی در ۱۳۹۵ و سوریه در سال ۱۳۹۶، توانسته‌اند وارد ورزشگاه آزادی شوند، در هنگامی که هواداران زن ایرانی، در پشت درها مانده‌اند. نخستین مورد از این حضور زنان خارجی در ورزشگاه آزادی در بازی پلی‌آف آسیا و اروپا در مرحلهٔ مقدماتی جام جهانی ۲۰۰۲ بود: زنان ایرلندی، تیم رقیب ایران، توانستند برای تشویق تیم ملی‌شان وارد ورزشگاه آزادی شوند. این رویداد با اعتراض فعالان جنبش زنان ایران مواجه شد؛ چرا که دریافتند این فقط زنان ایرانی هستند که اجازهٔ ورود به ورزشگاه را ندارند.

## فهرست تیم‌های ملی
دبیرکل فدراسیون فوتبال ایران در ۲۸ مهر ۱۴۰۲ اعلام کرد با تشکیل تیم ملی فوتبال الکترونیک (بازی رایانه ای) شمار تیم‌های ملی فوتبال در ایران به ۱۸ رسید.
- تیم ملی فوتبال مردان ایران بزرگسالان، ۲۳، ۲۰، ۱۸ ،۱۶ و ۱۴ (۶ تیم)
- تیم ملی فوتبال زنان ایران بزرگسالان، ۲۳، ۲۰، ۱۸ ،۱۶ و ۱۴ (۶ تیم)
- تیم فوتبال الکترونیک مردان و زنان
- فوتبال ساحلی مردان و زنان
- فوتسال مردان و زنان بزرگسالان و جوانان (۴ تیم)
- تیم ملی مینی فوتبال مردان و زنان ایران

## زیرساخت

### ورزشگاه‌های اصلی

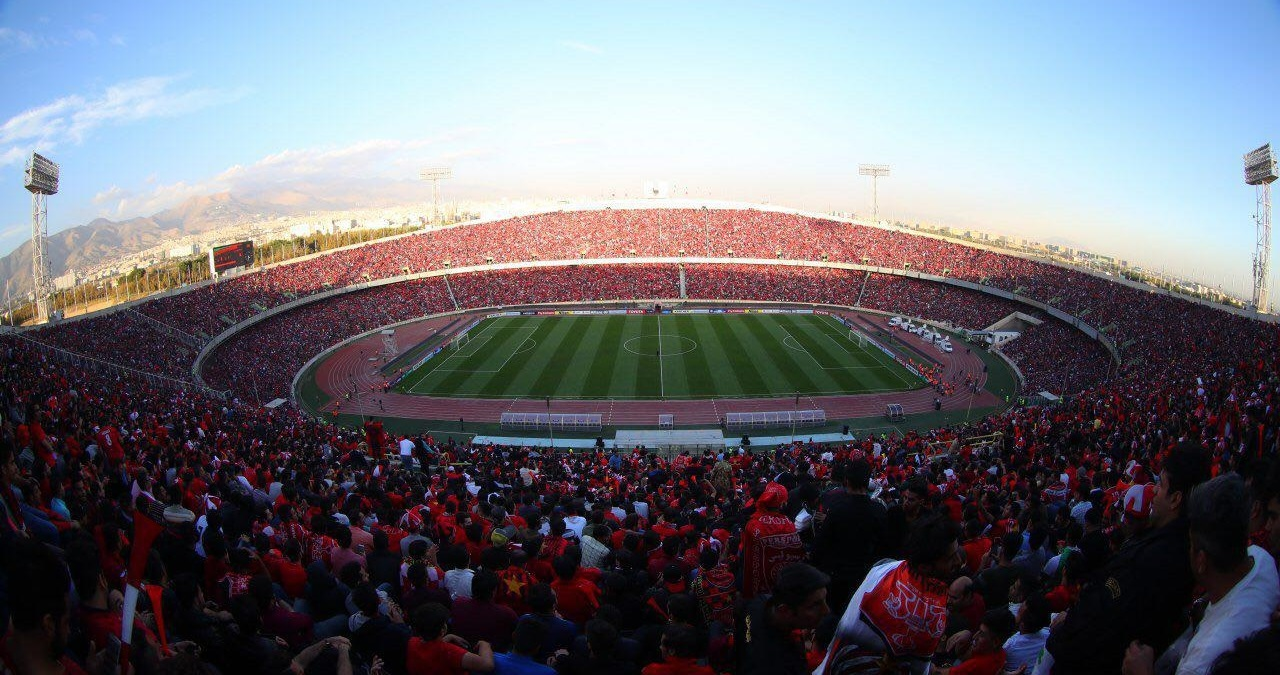
ورزشگاه آزادی - ۷۸٬۱۱۶
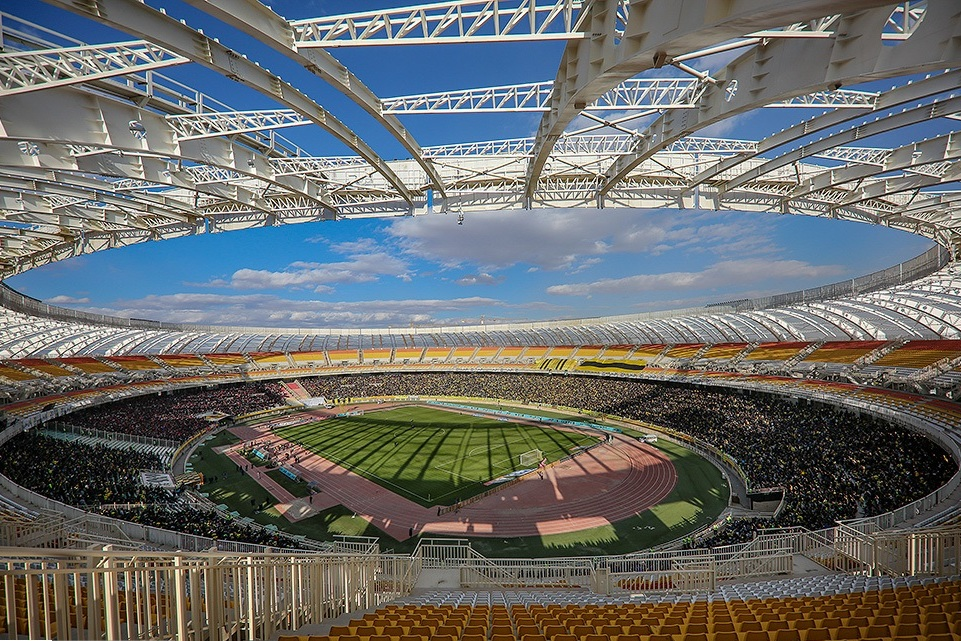
ورزشگاه نقش جهان - ۷۵٬۰۰۰
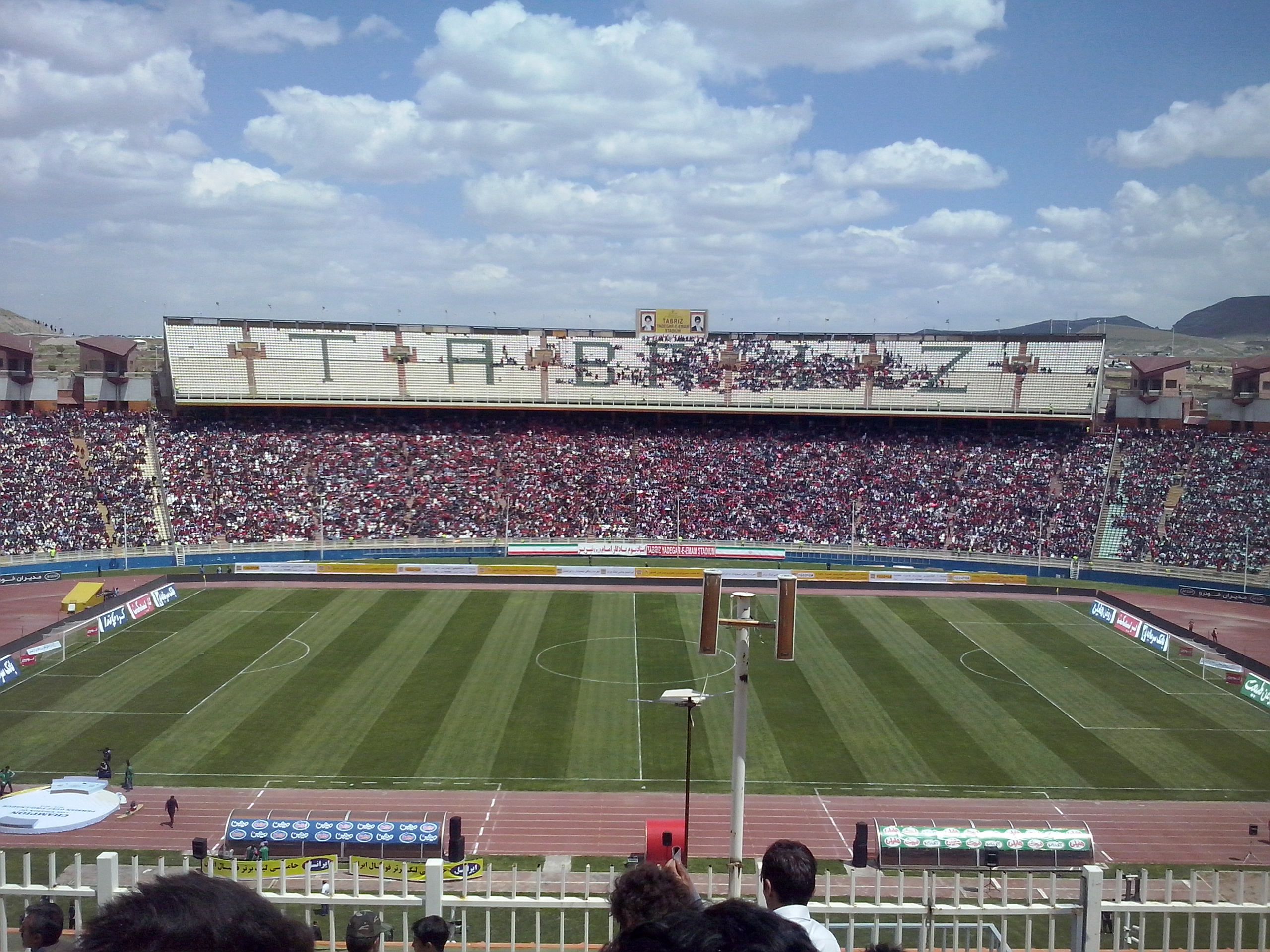
ورزشگاه یادگار امام تبریز - ۶۶٬۸۳۳
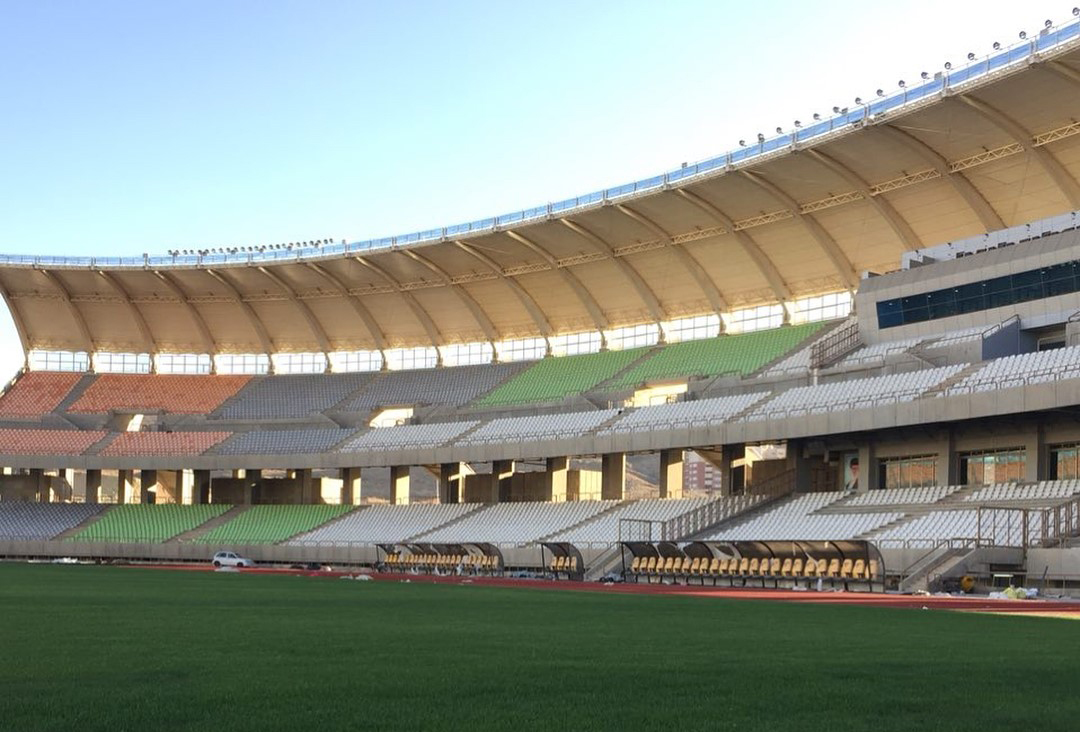
ورزشگاه پارس -  ۵۰٬۰۰۰
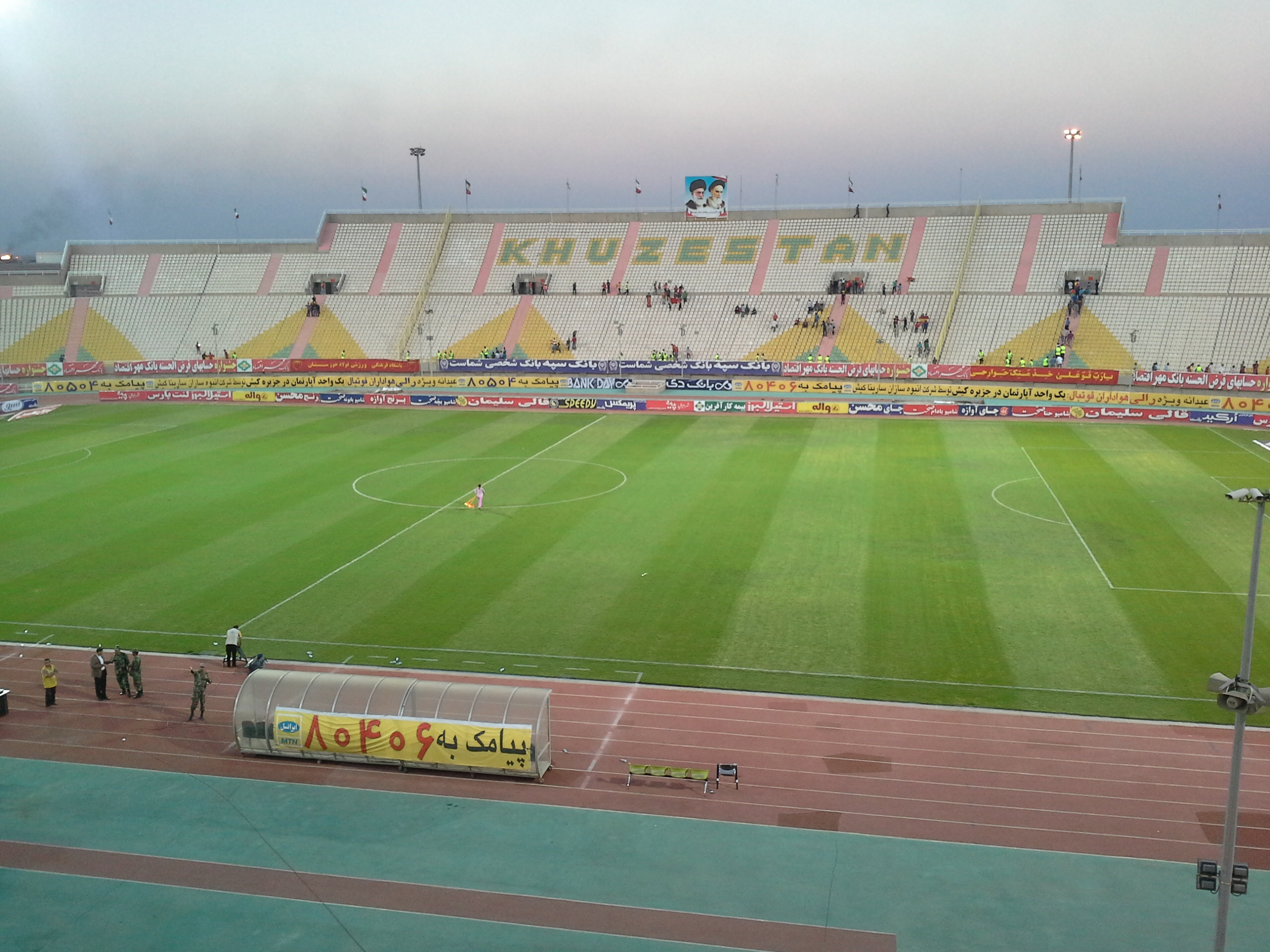
ورزشگاه الغدیر اهواز - ۳۸٬۰۰۰
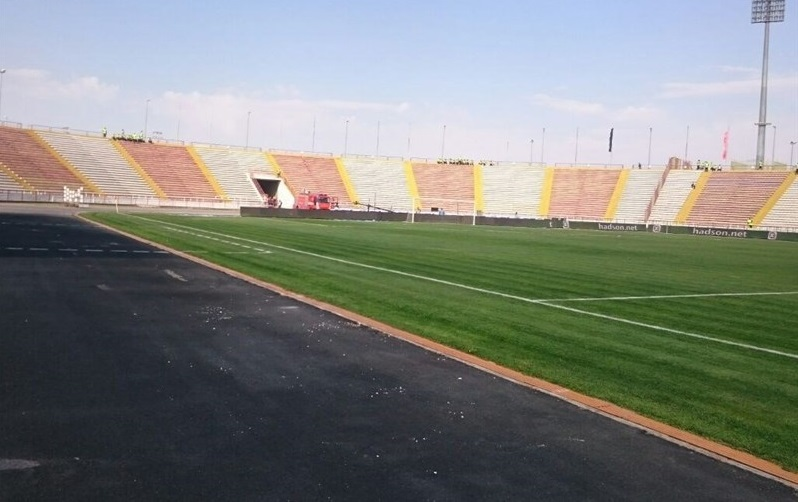
ورزشگاه ثامن‌الائمه - ۴۰٬۰۰۰
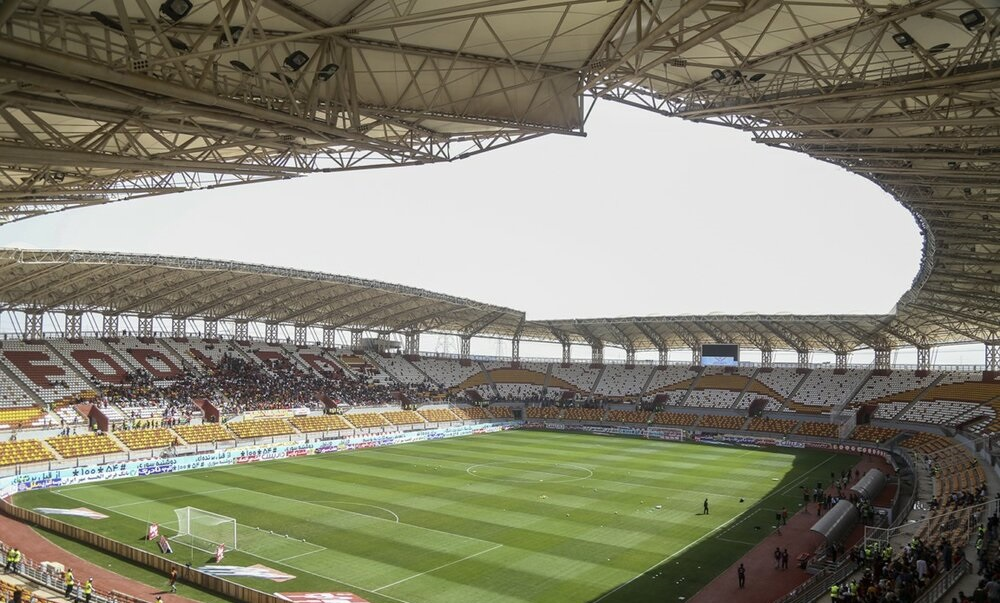
ورزشگاه فولاد آرنا - ۳۰٬۶۵۵
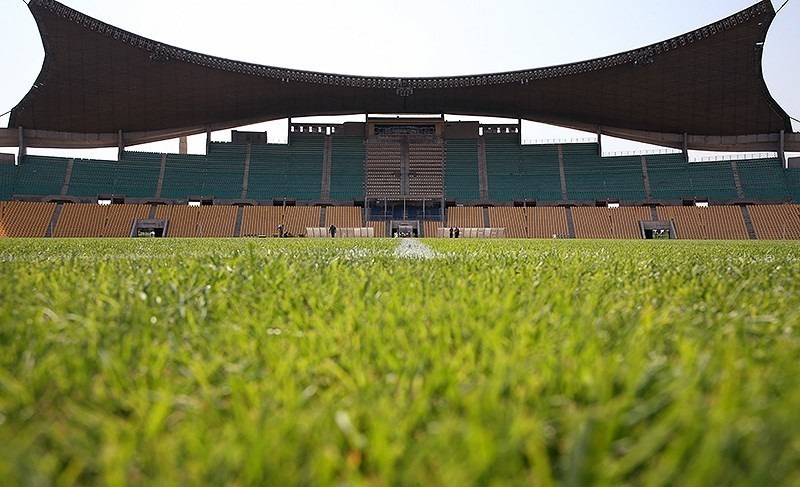
ورزشگاه تختی تهران - ۳۰٬۱۲۲

### کمپ‌ها و کانون‌های تمرینی فوتبال
1. مرکز ملی فوتبال ایران که در گذشته کمپ تیم‌های ملی و آکادمی ملی فوتبال ایران نیز نامیده می‌شد، محل تمرین تیم ملی فوتبال مردان ایران، در کنار دیگر تیم‌های ملی فوتبال ایران است. این محل که در زمان مدیریت صفایی فراهانی و از درآمد حاصل از حضور ایران در جام جهانی ۱۹۹۸ ساخته شد، امکاناتی همچون دو زمین فوتبال چمن، دو زمین فوتبال چمن مصنوعی، یک سالن سرپوشیده فوتسال، دو زمین فوتبال ساحلی، دو میهمان‌سرا و مجموعه ایفمارک را داراست.[۴۳]

### موزه‌های فوتبال
1. موزه فوتبال آذربایجان نخستین موزه فوتبال در ایران می‌باشد که در چهارم دی ماه ۱۳۹۳ باز شد.[۴۴]

## در جامعه و فرهنگ

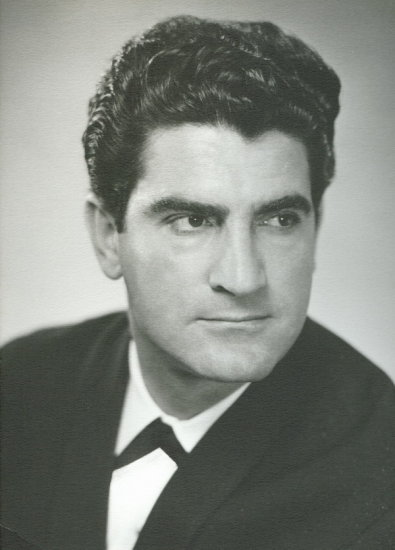
ویگن از نخستین خوانندگانی است که برای فوتبال در ایران ترانه‌ای اجرا می‌کند.

به‌طور تاریخی در ایران، کشتی پرهوادارترین ورزش و ورزش شمارهٔ یک بود اما از میانه‌های دههٔ ۱۳۴۰، شرایط عوض شد و فوتبال کم‌کم جای کشتی را به عنوان محبوب‌ترین ورزش گرفت. پس از قهرمانی تیم فوتبال مردان ایران در جام ملت‌های آسیا ۱۹۶۸ تهران غرق در شادی شد و برای نخستین بار، فوتبال مردم ایران را به خیابان‌ها کشاند. فوتبالیست‌های تیم ملی مردان به کاخ نیاوران و مجلس شورای ملی دعوت شدند، خوانندگانی همچون ویگن و دلکش نخستین ترانه‌های فوتبالی در پشتیبانی از تیم ملی را خواندند و حتی نشریات غیر ورزشی نیز به پوشش و پیگیری اخبار مربوط به تیم ملی پرداختند. به عنوان مثال هفته‌نامه زن روز در سرمقالهٔ شمارهٔ ۴ خرداد ۱۳۴۷ نوشت: «اینک کلمه انگلیسی فوتبال کلمه ملی ماست.»
راه‌یابی تیم ملی مردان ایران به جام جهانی ۱۹۹۸ در ۸ آذر ۱۳۷۶ نیز تأثیر فراوانی در جامعهٔ ایران داشت و باعث جشن و شادی بی‌سابقه‌ای در میان شهروندان ایرانی شد. این جشن و شادی از صعود به جام جهانی در زمان برگزاری خود جام جهانی در تیز ۱۳۷۷ و با پیروزی برابر تیم ملی آمریکا باز هم تکرار شد. به نوشته هوشنگ شهابی برای جوانان ایرانی حضور در جام جهانی که پس از بیست سال غیبت و برای نخستین بار پس از انقلاب ۱۳۵۷ رقم خورد به معنای این بود که کشور طرد شده‌شان دوباره به جامعه جهانی پیوسته است. پس از جام جهانی ۱۹۹۸ دیگر پیروزی‌ها و راه‌یابی‌های تیم ملی به جام‌های جهانی، تبدیل به بهانه‌ای برای جشن‌های خیابانی مردم ایران شدند.